# Филип Колев
Филип Владимиров Колев е български футболист, полузащитник. Роден е на 8 януари 1976 г. в София. Висок е 176 см и тежи 70 кг. Юноша е на ЦСКА (София). Играл е за Черноморец (Бс), Академик (Сф), Олимпик (Тет), Марица (Пл), Миньор (Пк)
- Черноморец (Бс) – 1994/95 – „В“ РФГ, 18/5;
- Академик (Сф) – 1995/96 – „Б“ РФГ, 9/0;
- Олимпик (Тет) – 1996/97 – „Б“ РФГ, 23/2;
- Марица – 1997/98 – „Б“ РФГ, 16/1;
- Марица – 1998/99 – „Б“ РФГ, 27/4;
- Марица – 1999/00 – „Б“ РФГ, 24/3;
- Миньор (Пк) – 2000/01 – „А“ РФГ, 7/1